# Kathleen Barr
Kathleen Barr (n. 6 de abril de 1967) es una actriz de voz canadiense. Es hermana del profesor Mark Lyle Barr (profesor de inglés) de la Universidad Santa María en  Halifax, Nueva Escocia.

## Filmografía

### Animación
- Aventuras de Sonic the Hedgehog - voces adicionales Katella
- Adieu Galaxy Express 999 - Maetel / Queen prometio
- Barbie y el Castillo de Diamantes - Lydia
- Barbie en un Cuento de Navidad - Chuzzlewit / Espectro de la Navidad Presente / Sra. Dorrit
- Barbie y la Magia de Pegaso - Shiver / Queen / Rayla, la Reina Nube
- Barbie y las tres mosqueteras - Helene
- Barbie en Un Cuento Mermaid - Eris / hocicos
- Barbie a little butterfly

Barbie Mariposa - Rayna
- Barbie en las 12 princesas bailarinas - Delia
- Barbie: Fairytopia - Laverna / Pixie 2/Pixie # # 4
- Barbie Fairytopia: La magia del Arco Iris - Laverna
- Barbie como la princesa y el mendigo - Serafina
- Barbie Lago de los Cisnes - Marie / Fairy Queen
- Barbie: Mermaidia - Laverna
- Barbie Pulgarcita - Vanessa
- Barbie en el Cascanueces - tía Elisabeth Drosselmayer / Owl
- Barbie en Un Cuento de sirena 2 - Eris / hocicos
- Beast Machines - Botánica
- Bionicle: La Máscara de la Luz - Gali
- Bionicle 3: Web of Shadows - Roodaka y Gaaki
- Los fantasmas del castillo de las Islas Británicas - Ana Boylen / Catalina Parr / Mary Bragg / White Witch de México
- Candy Land: The Great Adventure Lollipop - Princess Frostine
- Casa De Los Muertos - Diego Vasquez
- Clase de los Titanes - Atenea, las Horas
- Darkstalkers - Morrigan Aensland
- Dinobabies - Trueman
- Dinosaur Train-Mrs.  Corythosaurus, Trudy Triceratops, Laura Giganotosaurus, Delores Tyrannosaurus, Ned Brachiosaurus, Velma Velociraptor, Peggy Peteinosaurus, Ollie Ornithomimus, señora Ornithomimus, Angela  Avisaurus ( T. Rex migración), Pauline Proganochelys, Tuck Triceratops, Erma Eoraptor
- Dragon Booster - Lance Penn, Marianis, Dragon Reportero de Noticias de la Ciudad, Chute
- Dragon Tales - Wheezie
- Ed, Edd, y Eddy - Kevin y Marie Kanker
- Edgar & Ellen - Edgar, Natalie Nickerson
- El Tigre: Las Aventuras de Manny Rivera - Off-Screen Bully
- Exosquad - Colleen O'Reilly
- Galaxy Express 999 (Movie) - Maetel / Tetsuro 's Mother / Queen prometio
- He-Man y los Masters del Universo (2002) - Evil-Lyn
- Highlander: The Search for Vengeance - Moya
- Hot Wheels AcceleRacers - Gelorum
- Hot Wheels Battle Force 5 - Agura Ibaden / Hatch / Kyburi / Zen / Korosivasj
- Highway 35 Hot Wheels World Race - Gelorum
- Johnny Test - Lila Test (Prueba de la señora), Janet Nelson Jr.
- Kid vs Kat - Millie Burtonburger, Kat, Lorne
- El Rey Arturo y los Caballeros de Justicia - Guinevere, Morgana Le Faye
- Leo el león: Rey de la Selva (direct-to-video) - Voces adicionales
- Liberty Kids - Henri Lefebvre
- Make Way for Noddy - Martha Mono
- Martha Speaks - Ronald Boj
- Mega Man -  Rodillo
- Mix Master - Ditt
- My Little Pony (2003-2007) - Delight Sweetberry y la Isla
- My Little Pony: Friendship is Magic - Trixie / El Changeling Queen. Voces adicionales
- My Little Pony: Equestria Girls - Trixie
- My Little Pony: Equestria Girls - Rainbow Rocks - Trixie
- My Scene Goes Hollywood - Madison
- Martin Mystery - varias voces
- NASCAR Racers - Megan "Spitfire" Fassler
- Las Chicas Superpoderosas Z - Cody, Butch, Sam
- Pucca - Ssoso, Doga
- En busca de Zhu - Mezhula
- Pez Arco Iris - Wanda el pulpo, Chips señora
- Ranma ½ - Colonia (películas y OVAs), Tsubasa Kurenai (Movie 1)
- REBOOT - Dot Matrix, Bula Princess
- Rudolph, el reno de la nariz roja: La película -  Rudolph
- Rudolph, el reno de la nariz roja y la isla de los juguetes Misfit -  Rudolph
- Salty del faro - Ocho y Chovie tía
- Sitting Ducks - Bev
- Slugterra - Shinai (Temporada 2 - episodio 8) y Lian (Cavernas del este y La venganza del emperador)
- Sonic Underground - Voces adicionales
- Stargate Infinito - Draga
- Storm Hawks - Lynn, Garrett (Pork Chop)
- Strawberry Shortcake Berry Bitty Aventuras - Mavis Maraschino
- The Super Mario Bros. Super Show - Rotonda Queen, Birdo, el Rey Koopa madre
- El mundo loco de Tex Avery - Chastity Knott
- Troll Tales - Snapper
- El show de Twisted Whiskers-Cutie Snoot, Flouncie
- Panini y amigos - Borlotti

### Papeles de videojuegos
- Universo Cartoon Network: FusionFall - Marie Kanker
- Ed, Edd n Eddy: Jawbreakers - Kevin, Marie Kanker
- Ed, Edd n Eddy: The Mis-Edventures - Kevin, Marie Kanker[1]
- Ed, Edd n Eddy: Scam del siglo - Kevin[1]
- Devil Kings - Lady[1]
- Final Fury 2 - Noel
- Furia FF3 Final 3 - Noel
- Final Fury 4: El último combate - Noel
- Más allá de Frogger - Frogger
- Impossible Creatures - Lucy Willing, Velika La pipeta
- ReBoot - Dot Matrix

### Otros
- Care Bears - Best Friend Bear and Harmony Bear (como juguetes de peluche)